# Йоникос
Йоникос (на гръцки: Αθλητικός Όμιλος Ιωνικός Νίκαιας „Атлетичско общество Йоникос Никея“) е гръцки професионален футболен клуб от град Никея, понастоящем предградие на Пирея.  

## История
Клубът е основан на 29 юни 1965 в резултат от сливането на два клуба. Първите години от съществуването си не носят впечатляващ успех, но „Йоникос“ бавно се изкачва нагоре по стълбицата на гръцкия футбол. През сезон 1989/90 дебютира в Алфа Етники, основната лига в гръцкия футбол лига система. В същото това време бившият президент напуска ръководството и играчите са изправени пред необходимостта да съберат 50 милиона драхми, за да участват в шампионата. Проблемите на клуба са решени от бизнесмена Никос Канелакис, който става негов нов собственик.
При Канелакис „Йоникос“ преживява „златни времена“ в своята история. От 1989 до 2007 г., клубът играе 16 години в Алфа Етники . Най-високото постижение в гръцкото първенство е 5-то място, което клубът заема два пъти в турнирите 1997/98 и 1998/99.
Най-забележителният сезон за „Йоникос“ се явява 1999/2000, в който дебютира в Купата на УЕФА, където губи в първия кръг от френския „Нант“ и в двете срещи (1:3 у дома и 0:1 като гост). Освен това „Йоникос“ достига до финала за Купата на Гърция, в който на 10 май 2000 г. е победен (0:3) от АЕК Атина.
21 април 2004 г. е трагична дата за „Йоникос“, Никос Канелакис почива а синът му Христос става наследник на клуба. След края на шампионата на сезон 2006/07 отборът напуска елитната лига. След като прекара следващите 4 години в Бета Етники, клубът също изпада от второто в третото ниво на гръцкия футбол през сезон 2010/11.

## Успехи
- Гръцка Лига:
  - 5-то място (2): 1997/98, 1998/99
- Футболна лига (Втора дивизия):
  -  Шампион (1):
- Бета Етники (Втора дивизия):
  -  Шампион (2): 1993/94, 2020/21
- Гама Етники (Трета дивизия):
  -  Шампион (2): 1977 (група 8), 1981/82 (група 1)
- Делта Етники (Четвърта дивизия):
  -  Шампион (2): 2012/13 (група 9)
- Купа на Гърция:
  -  Финалист (1): 1999/2000

## Български футболисти
- Васил Драголов: - 1990/91 - (30 мача - 4 гола)
- Иван Горанов: 2022/24 - (19 мача/0 гола)